# 加泰羅尼亞歐洲民主黨
加泰羅尼亞歐洲民主黨（缩写為PDeCAT），又稱加泰羅尼亞民主黨（Partit Demòcrata Català），是一個支持加泰羅尼亞脫離西班牙獨立的加泰羅尼亞民族主義政黨。該黨於2016年7月10日成立，繼承現已不存在的「加泰罗尼亚民主统一」。
2017年11月，加泰羅尼亞歐洲民主黨與一些獨立人士組成政黨聯盟「一起为了加泰罗尼亚」參與2017年加泰隆尼亞議會選舉。

## 外部鏈結
- 加泰羅尼亞歐洲民主黨官方網站（页面存档备份，存于）（文）